# Зграда Учитељског дома у Чачку
Зграда Учитељског дома у Чачку подигнута је у периоду од 1929. до 1930. године и представља непокретно културно добро је као споменик културе. 

## Локација
Зграда Учитељског дома се налази у Учитељској улици број 8 у Чачку, општина Чачак, на катастарској парцели број 586 К. О. Чачак.

## Архитектура
Зграда је подигнута према пројекту архитекте Мирка Младеновића, као задужбина Учитељског удружења, за потребе смештаја деце која се школују у Чачку. Предузимач је био Славко Манестар.
Представља један од ретких објеката те врсте, који је и до данас, на неки начин, сачувао првобитну функцију.
Зграда је саграђена као репрезентативни објекат у духу академизма, са високим приземљем и спратом. Има наглашен засведени улаз изнад којег је на спрату балкон са пуном зиданом оградом. Фасадна пластика је скромна, као и столарија. Покривена је сложеним кровом (жлебљени цреп). 

## Историјат
Почетак градње је свечано обележен 1. августа 1929. године постављањем повеље у темеље на југоисточној страни, са пригодним текстом као сведочанство о години градње и задужбинарима. 

## Значај
Објекат има и историјски значај јер је су у њему током 1941. године одржаване конференције КПЈ и СКОЈ-а, о чему сведоче спомен-плоча на уличној фасади. Поред архитектонског и историјског значаја, Учитељски дом је веома значајан за историју задужбинарства у Чачку. 
Зграда Учитељског дома у Чачку је проглашена за непокретно културно добро врста - споменик културе на основу Одлуке Владе Републике Србије 05 број 633-3153/97-13 од 08. августа 1997. („Службени гласник Републике Србије“ број 39. из септембра 1997. године)
Територијално надлежан завод за Зграда Учитељског дома у Чачку је Завод за заштиту споменика културе Краљево. Број у централном регистру је СК 223 од 30.9.1998. године а број 223 у ригистру надлежног Завода је 1.3.1983. године. 